# Jora Wielka
Jora Wielka (niem. Gross Jauer) – wieś w Polsce, położona w województwie warmińsko-mazurskim, w powiecie mrągowskim, w gminie Mikołajki. 
W latach 1975–1998 wieś administracyjnie należała do województwa suwalskiego.
Pierwotny układ to ulicówka, rozciągająca się nad zatoką Jeziora Tałckiego.

## Integralnre części wsi
| SIMC    | Nazwa     | Rodzaj    |
| ------- | --------- | --------- |
| 0762135 | Jora Mała | część wsi |

## Historia
Wieś wzmiankowana w dokumentach już w 1435 r., podlegała pod komornictwo ryńskie (później starostwo ryńskie). Wieś lokowana na prawie chełmińskim 1437 r. przez wielkiego mistrza Pawła von Russdorfa, który nadał 60 włók wolnym pruskim (ziemianom) Janowi, Mikołajowi, Jakubowi i Stanisławowi (po 15 włók), z obowiązkiem jednej służby zbrojnej od każdego. W przywileju lokacyjnym zawarto klauzulę, że w przypadku gdyby któryś z wymienionych opuścił ziemie państwa krzyżackiego bez zgody zakonu, utraci uzyskane włości. Ludność Jory Wielkiej miała prawo połowu ryb tzw. małym sprzętem w jeziorze Tałty.
Początkowo była to wieś ziemiańska, później stała się wsią chłopską, ale zachowała prawo chełmińskie. Szkoła powstała przed 1740 r. W tym czasie wieś podlegała parafii w Rynie. W roku 1785 w Jorze Wielkiej było 40 domów (gospodarstw domowych) z 348 mieszkańcami. W 1892 r. Jora Wielka została włączona do nowo powstałej parafii ewangelickiej w Użrankach. W 1939 r. we wsi mieszkało 409 osób.
Z dniem 1 stycznia 1972 r., zlikwidowano gromadę Użranki a sołectwo Jora Wielka włączone zostało do gromady Baranowo (powiat mrągowski). W ramach nowego podziału administracyjnego z 1 stycznia 1973 r. powiat mrągowski został podzielony na gminy (zlikwidowano gromady), sołectwo Jora Wielka włączone zostało do gminy Mikołajki. W tym czasie wieś podlegała pod urząd pocztowy w Użrankach, najbliższy przystanek kolejowy (PKP) znajdował się w Baranowie, a najbliższy przystanek PKS w Użrankach.